# Zavod Imeni Likhatchiova
Pour les articles homonymes, voir ZIL.
La Zavod Imeni Likhatchiova, plus connue sous son acronyme ZIL (en russe : Завод имени Лихачёва ou ЗиЛ, littéralement « Usine nommée d'après Likhatchiov »), est un constructeur automobile soviétique, puis russe. Il produit des camions et des autobus ainsi que des voitures de luxe autrefois réservées aux dignitaires du pays. La conception de ces dernières est très ancienne et leur diffusion extrêmement confidentielle. L'entreprise a également fabriqué des véhicules militaires.

## Histoire

### Avant-guerre
L’usine fut fondée en 1916 sous le nom d’Avtomobilnoïe Moskovskoïe Obchtchestvo (AMO) dans le cadre du programme du gouvernement de créer une industrie automobile russe. Ce programme visait à établir en Russie six nouvelles usines automobiles. Pour cela, un appel d'offres international fut lancé pour obtenir la coopération de constructeurs spécialistes dans chaque domaine. Sur les six spécialités une seule aboutira à une usine, la construction de camions.
Le 7 mars 1917 le contrat est signé avec l'italien Fiat pour la licence de production d'un camion de 1,5 tonne de charge utile, le fameux Fiat 15. Il fallut pour cela construire une usine spéciale sur le modèle de celle de Fiat en Italie. La construction de l'usine de montage, commencée en 1917 se termina en 1919. Entre-temps, le camion avait subi d'importantes améliorations en Italie et c'est la version 15Ter qui sera finalement fabriquée.
En Russie, les événements politiques entravèrent quelque peu le lancement de la production et la guerre civile qui suivit contrecarrèrent les plans du constructeur.
Les frères Sergey et Stepan Riabouchinski qui étaient à l'origine du projet et qui avaient investi pour la création de leur société, durent accepter la nationalisation de l'usine qui fut officiellement baptisée Usine AMO P. Ferrero le 30 avril 1923, pour rendre hommage au syndicaliste italien Pietro Ferrero (1892-1922).
Le premier camion construit en Russie, l'AMO F-15, fut fabriqué de 1924 à 1931.
En 1933, l’usine est rebaptisée ZIS, pour Zavod Imeni Stalina et produit des camions civils et militaires sous la marque ZIS.
En 1936, ZIS reprend la fabrication de la L1, une limousine huit cylindres construite depuis 1933 à Leningrad. Cette voiture s’efface dès la fin de l’année devant la nouvelle 101, inspirée par Buick et Cadillac. Renommée 101A en 1940, la limousine ZIS reste en production jusqu’en 1941.

### De ZIS à ZIL
Dès 1944, l’URSS négocie avec les États-Unis le rachat des chaînes de production de la Packard Super Eight, à l’arrêt depuis 1942.
Le président américain Franklin Roosevelt aurait joué un rôle important dans cette affaire…
La nouvelle ZIS, la 110, est prête à l’été 1945, et reste très proche de la limousine américaine. Elle sera construite en version berline, limousine, torpédo et même ambulance jusqu’en 1958.
En 1956, la déstalinisation initiée par Nikita Khrouchtchev renomme l’entreprise « ZIL », pour Zavod Imeni Likhatchiova (du nom de l’ancien directeur de l’usine Ivan Likhatchiov).

### ZIL, les américaines de l’est
Toujours en marge de la fabrication des camions civils et militaire sous la marque AMO, à la fin des années 1950, l’usine moscovite se fait livrer une Chrysler et deux Packard, qui vont fortement inspirer le style de la nouvelle ZIL 111, produite à partir de 1959. Elle est motorisée par un V8, premier moteur de ce type monté dans une voiture soviétique. En 1963, un restylage la rapproche du style Cadillac. La 111 sera fabriquée à 112 exemplaires (dont quelques cabriolets de parade) jusqu’en 1967.
Elle est remplacée au mois de novembre 1967 par la 114, longue de 6,30 m et qui s’inspire de la Chrysler Imperial.
La 114 sera épaulée à partir de 1971 par une 117, un peu plus courte. Ces deux voitures n’ont pratiquement pas évolué jusqu’à leur fin, en 1985.
Version actualisée des 114 et 117, la ZIL 115 (type 4104) est présentée en novembre 1978. La face avant accueille désormais une énorme calandre carrée. Très peu d’exemplaires ont été fabriqués jusqu’en 1983.

### La complète léthargie après la chute de l’URSS
En 1985, apparaissent les 41041 (berline 5 places) et 41047 (limousine 7 places), elles sont animées par un V8 7,7 litres développant 311 ch, en dépollution Euro3. Les consommations (essence) peuvent aller de 17 litres au 100 km (pour la ZIL 41041) à 25 litres au 100 km (ZIL 41047) en cycle mixte, voire 65 litres au 100 km pour la version blindée (Modèle chef d'État).
Pour conduire ces véhicules, il faut le permis B pour la berline 5 places (41041, moins de 3,5 t) et le permis C pour la limousine (41047, car elle fait à vide plus de 3,5 t).
Un prototype à traction avant a été testé à la fin des années 1980, mais il a été abandonné pour des raisons de coût.
En 2003, ZIL présente un prototype ZIL 4112, qui tombera aux oubliettes, faute de clients potentiels.
En 2010, un cabriolet 410441 est développé sur la base de la 41047 et défile sur la Place Rouge lors de la parade commémorant la victoire sur l’Allemagne nazie, 65 ans auparavant.
Ces deux modèles sont toujours fabriqués, mais uniquement sur commande spéciale, comme les versions break et cabriolet, l'arrêt de la production officielle en série s'est faite en 2001. Le prix de vente de ces véhicules à la commande varie selon la longueur du véhicule, la carrosserie et l'épaisseur du blindage, comme pour les équipements. Vous devez compter entre 300 000 euros à 425 000 euros (pour le dernier devis demandé par la Douma en 2009).
Il est possible de trouver ces véhicules en occasion dans la région de Moscou, principalement, ou dans quelques provinces.
Depuis 2007, l'entreprise reçoit de temps à autre, des demandes des autorités russes (Douma, Premier Ministre ou Président) afin de prévoir un projet de nouvelle limousine. À ce jour, des dizaines de dessins, d'études et quelques prototypes roulants ont été élaborés, mais sans suite, faute de débouché commercial et de volonté politique des autorités russes.
Certains concepteurs russes n'hésitent pas à dessiner et proposer des études de style sur ce que serait la future limousine Russe. Mais à ce jour, le constructeur AMO-ZIL se focalise sur sa gamme de mini-bus, camionnettes et autres camions qui sont commercialisés sous la marque ZIL.
Une partie des bâtiments de l'usine ZIL ont été détruits pour laisser place à de vastes complexes immobiliers de grande hauteur à la fin des années 2010, En 2015, la société a fusionné avec Mercedes Benz qui a commencé peu de temps après à construire des camions dans les usines ZIL restantes,.

## Modèles

### Automobiles
- ZIS L1 (1936)
- ZIS 101 (1936-1940)
- ZIS 101A (1940-1941)
- ZIS 110 (1945-1958)
- ZIS 110B (1947-1958)
- ZIS 110S (1947-1956)
- ZIS 110P (1947-1956)
- ZIS 110A (1947-1958)

- ZIL 111 (1959-1963)
- ZIL 111A (1959-1963)
- ZIL 111V (1961-1963)
- ZIL 111G (1963-1967)
- ZIL 111D (1963-1967)

- ZIL 114 (1967-1985)
- ZIL 117 (1971-1985)
- ZIL 117V (1972-1985)

- ZIL 115 (1982-1983)
- ZIL 41041 (1985- ?)
- ZIL 41047 (1985- ?)
- ZIL 41044 ( ?-2010)

- ZIL 4112R (2006- ?)

### Galerie

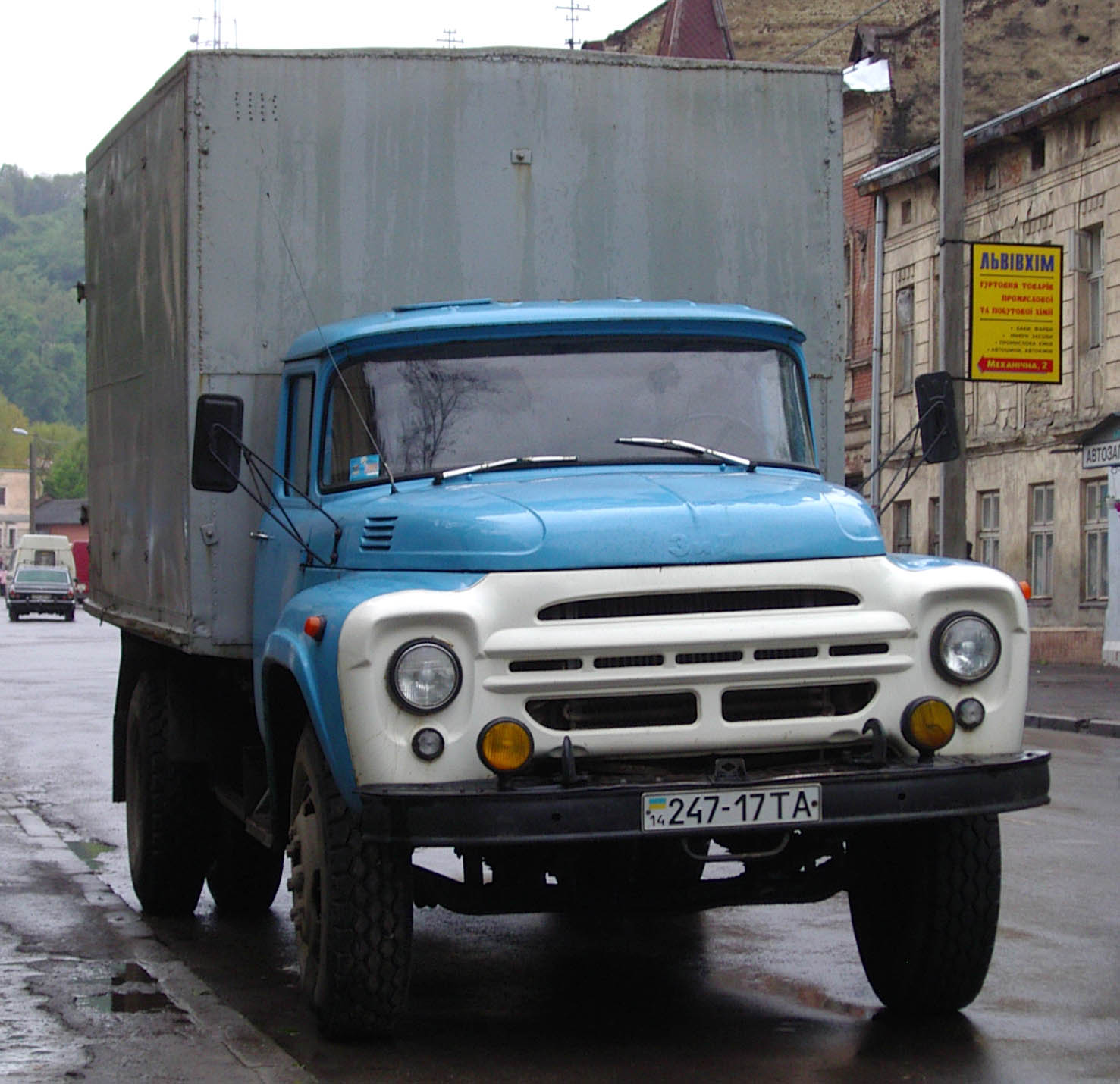
ZIL 130
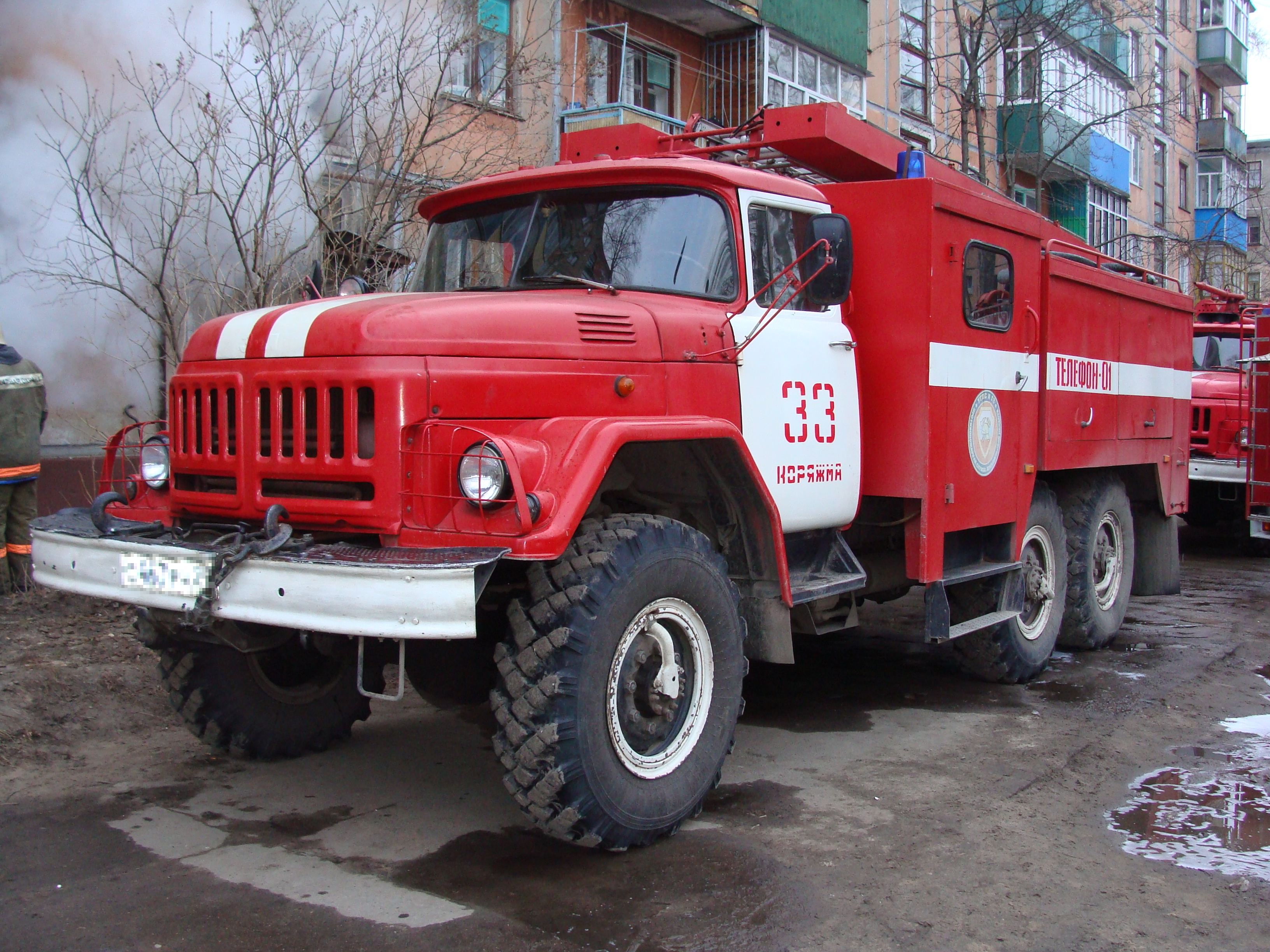
ZIL 131
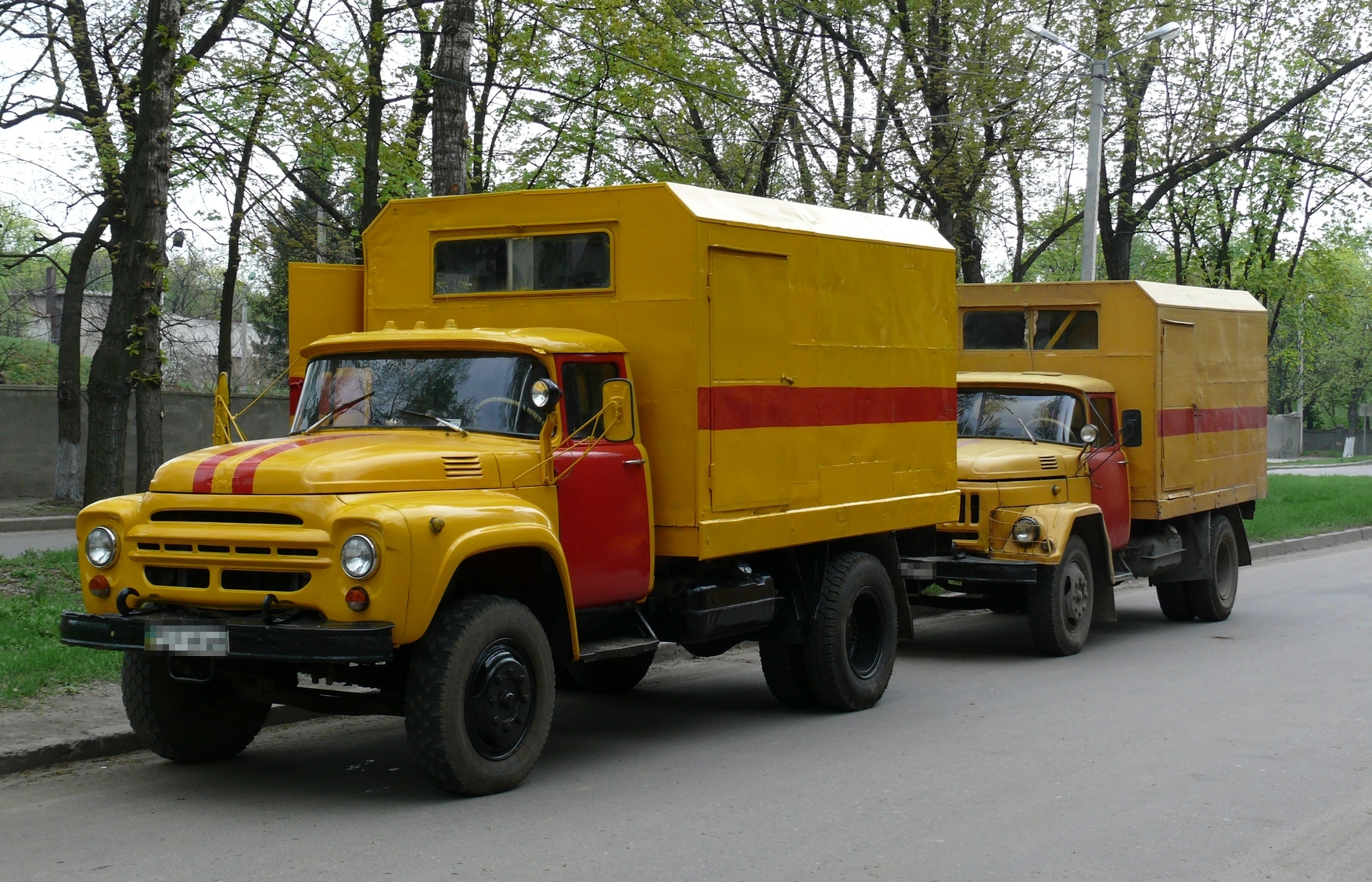
ZIL 130
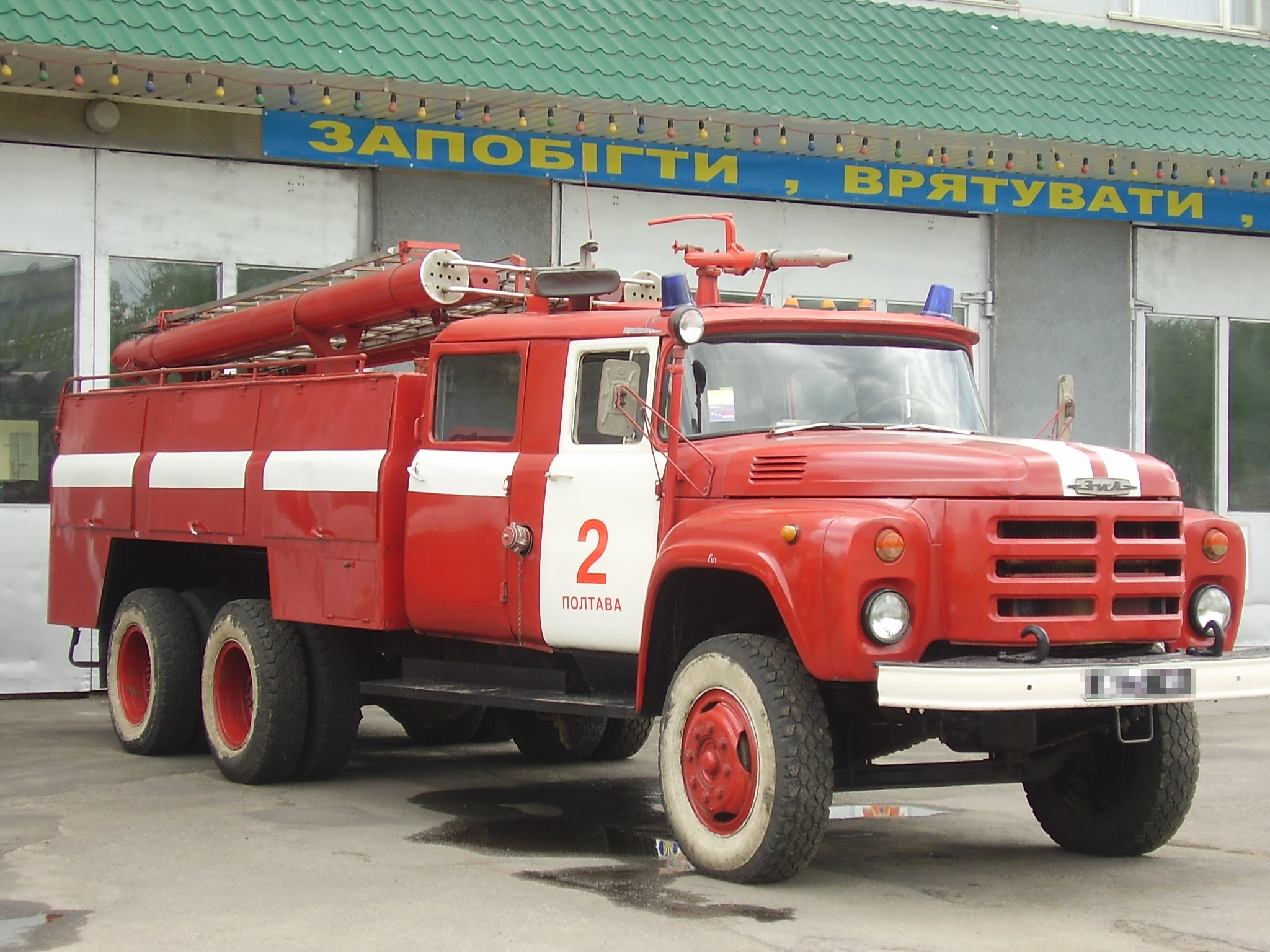
ZIL 133
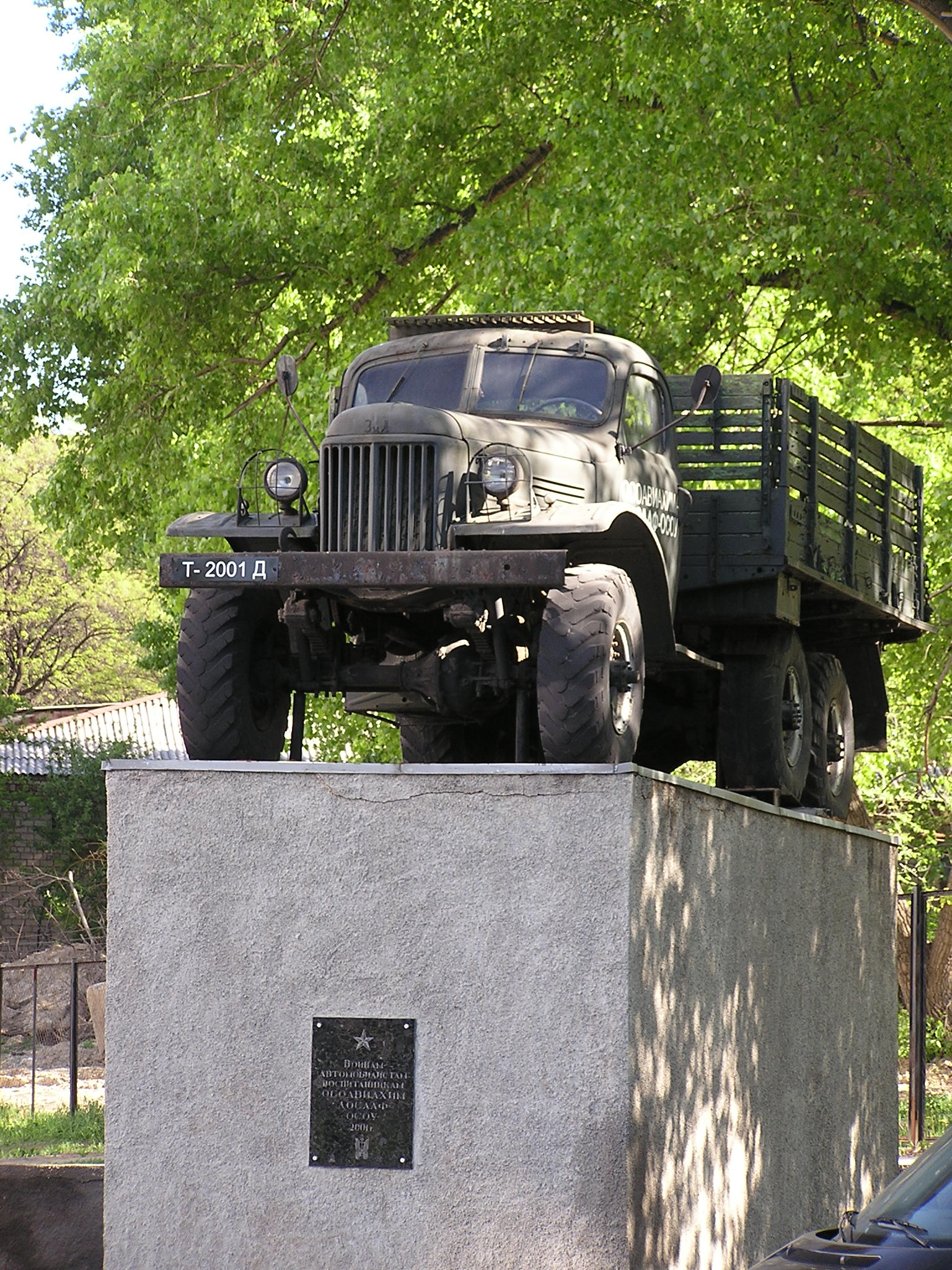
ZIL 157
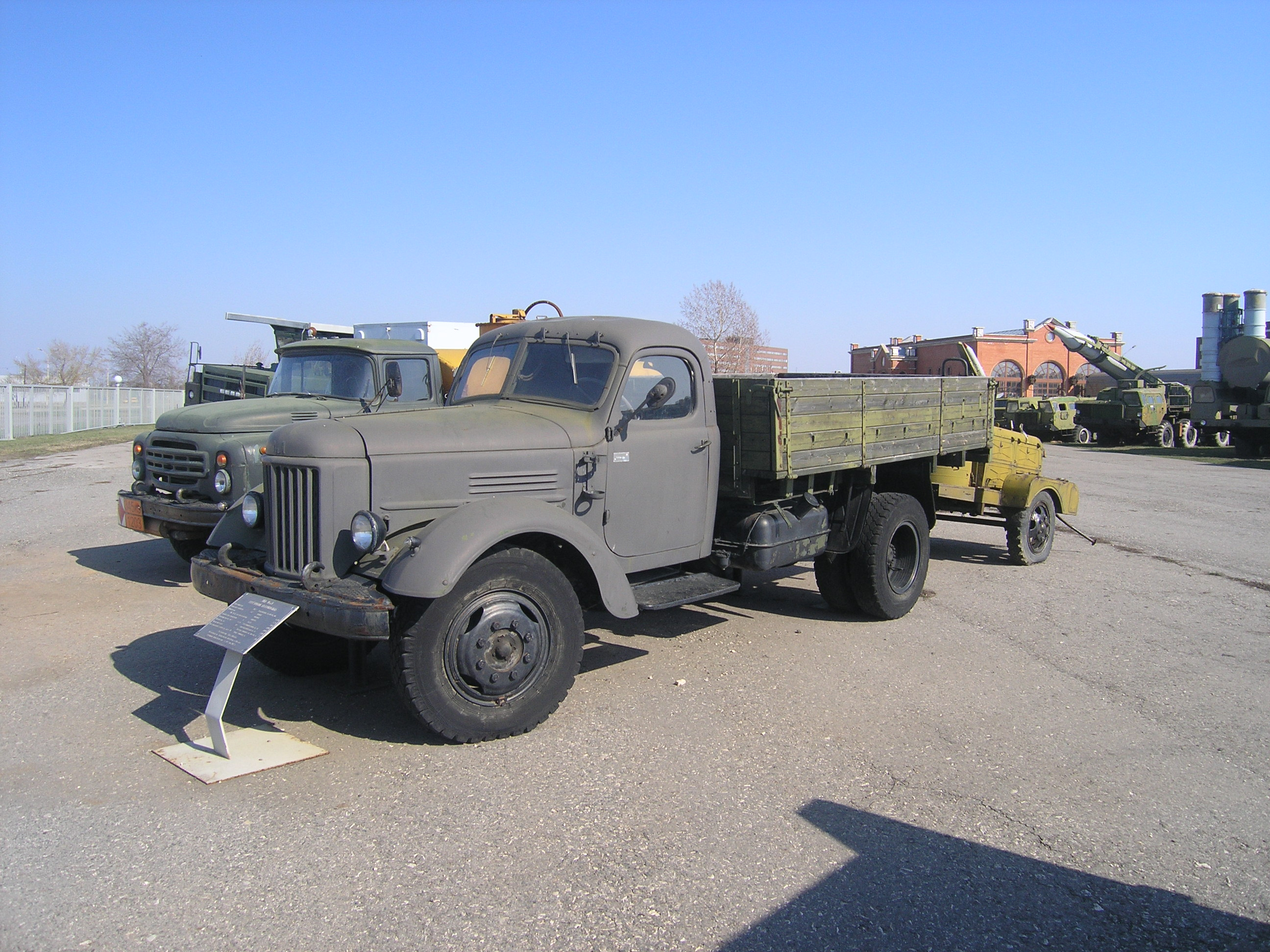
ZIL 164
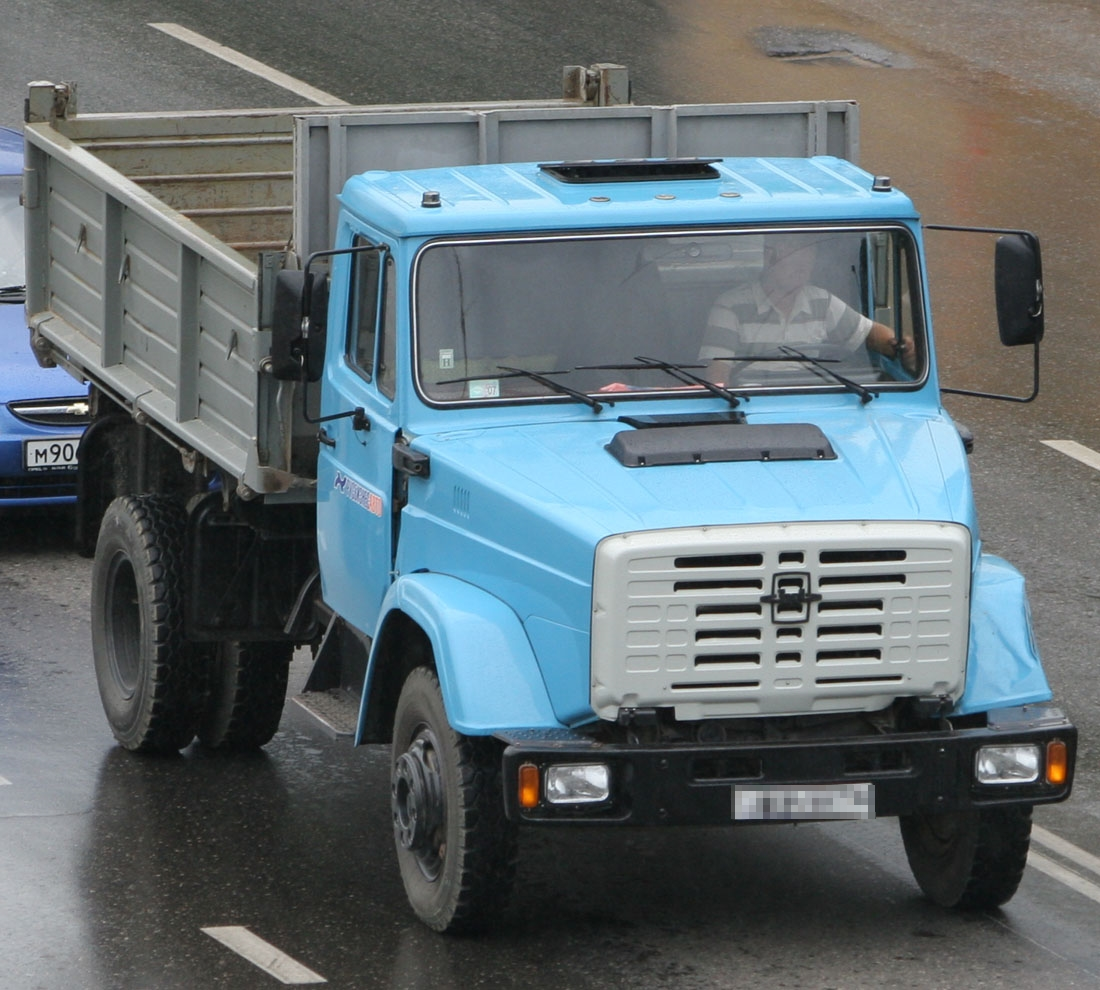
ZIL-534340
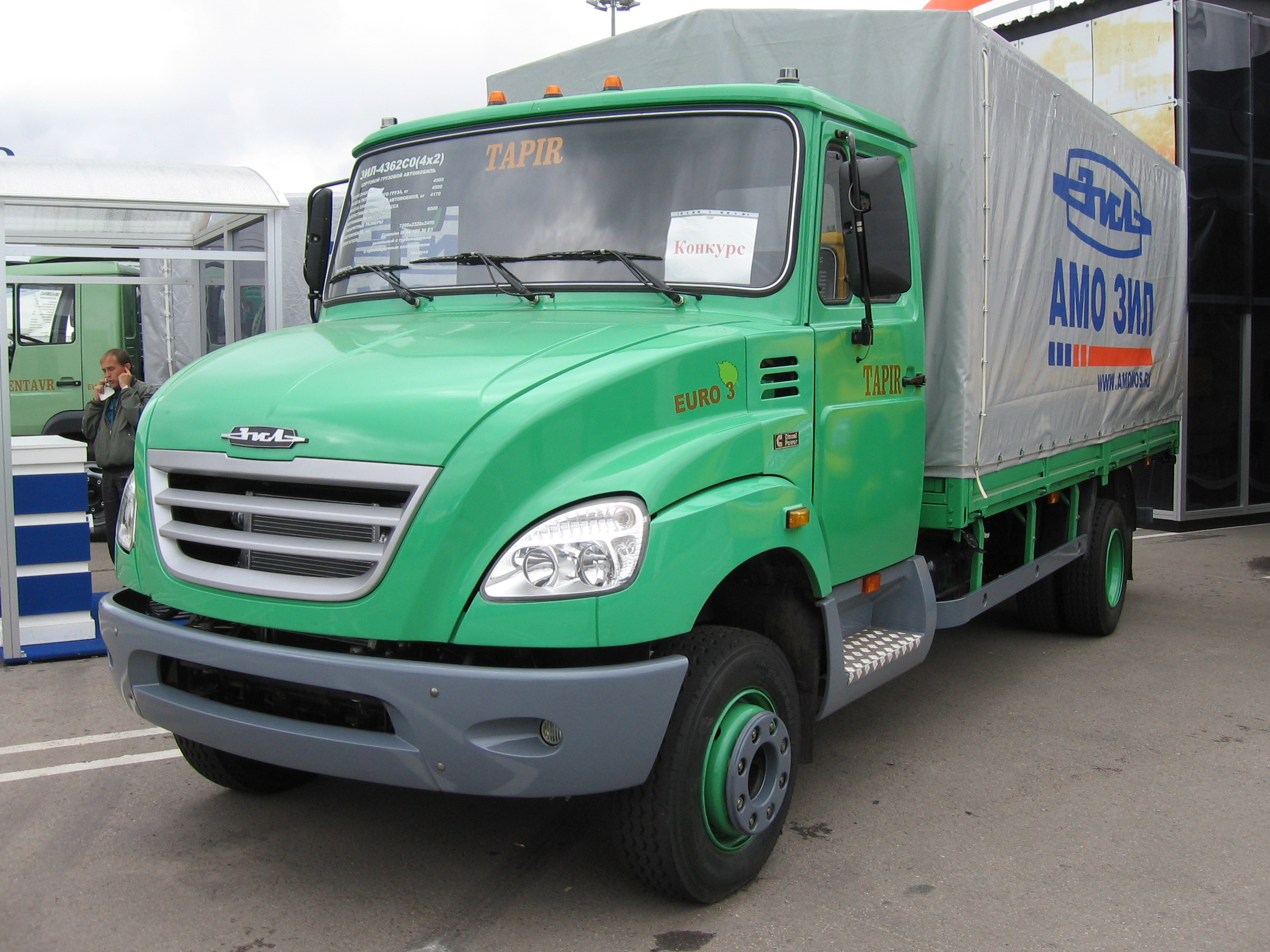
ZIL Tapir

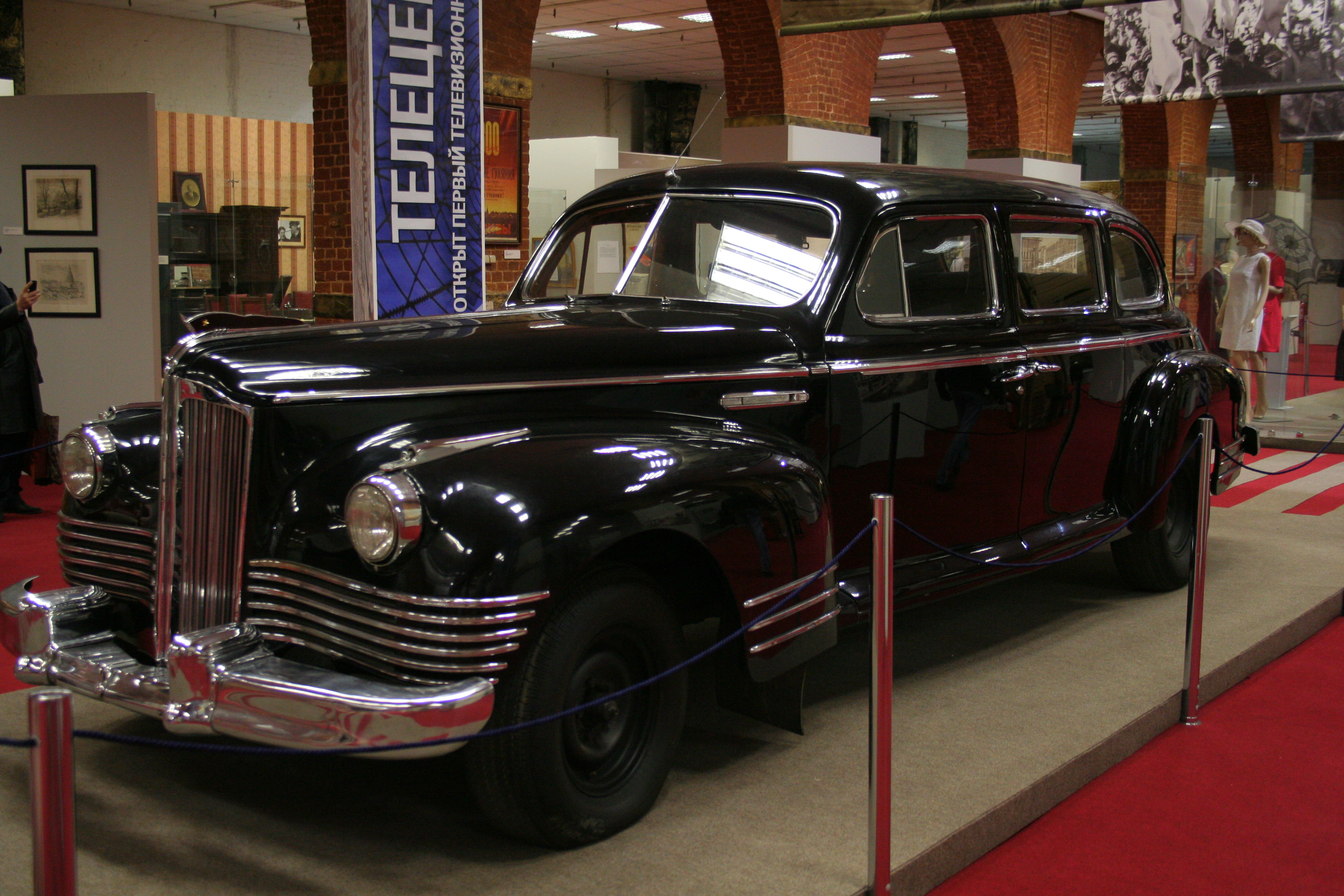
ZIS 110
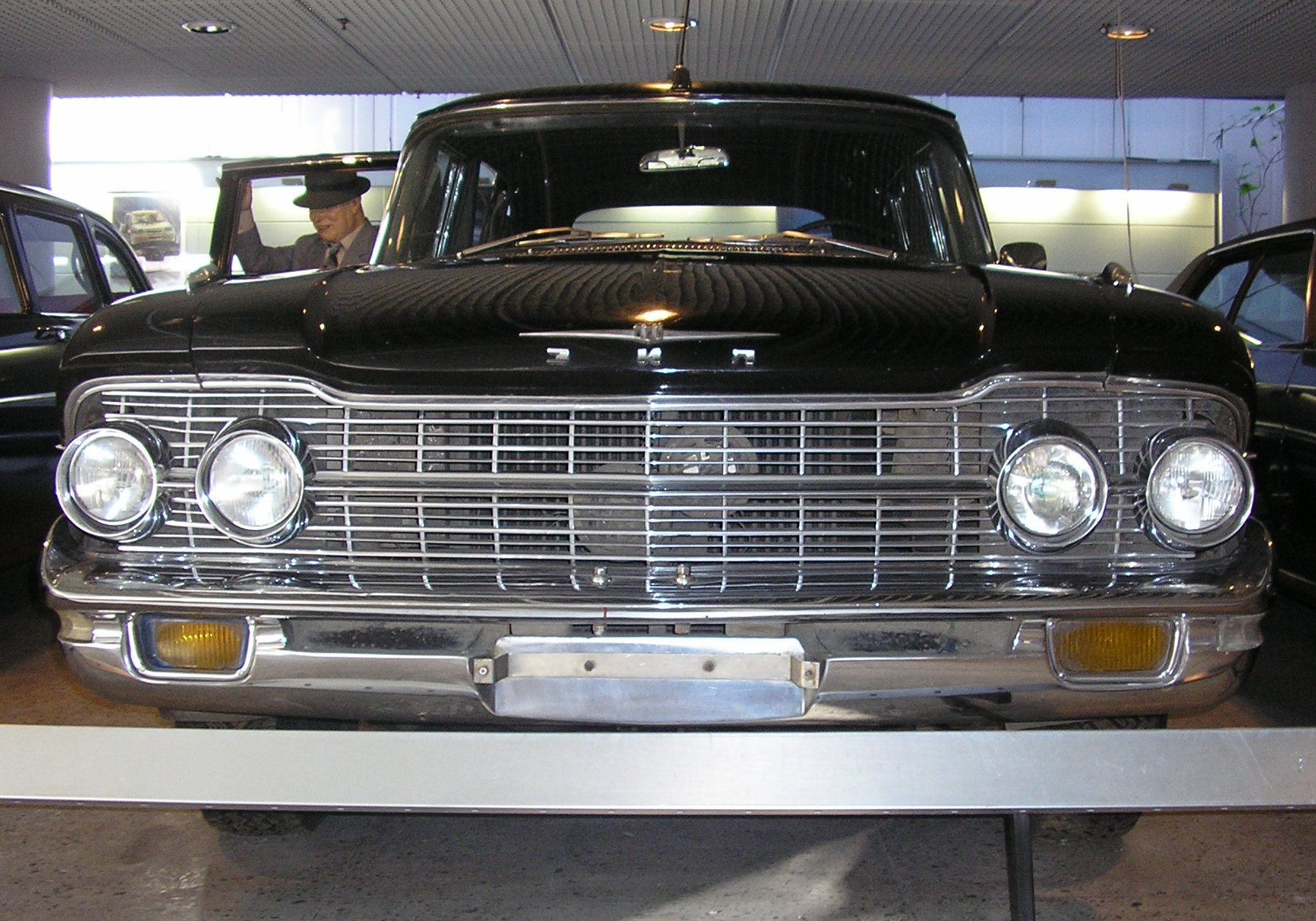
ZIL 111G
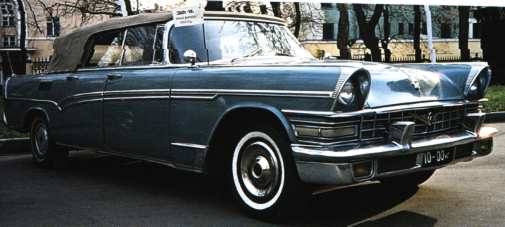
ZIL 111V
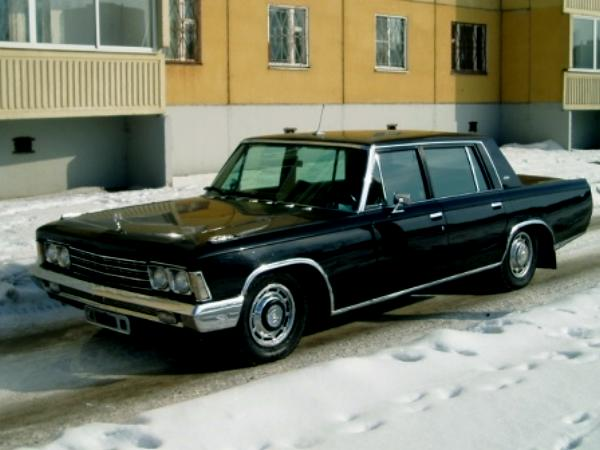
ZIL 117
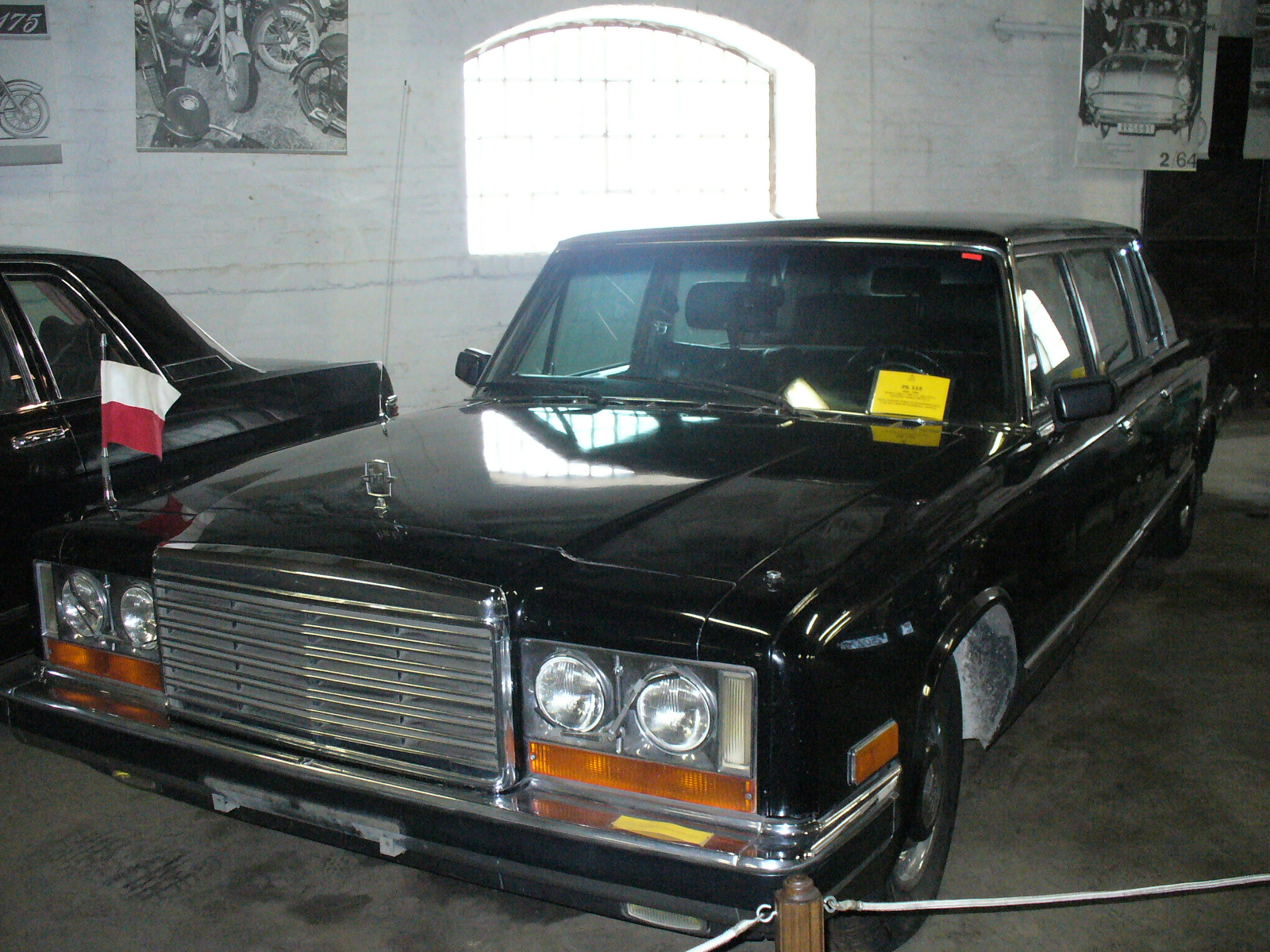
ZIL 115
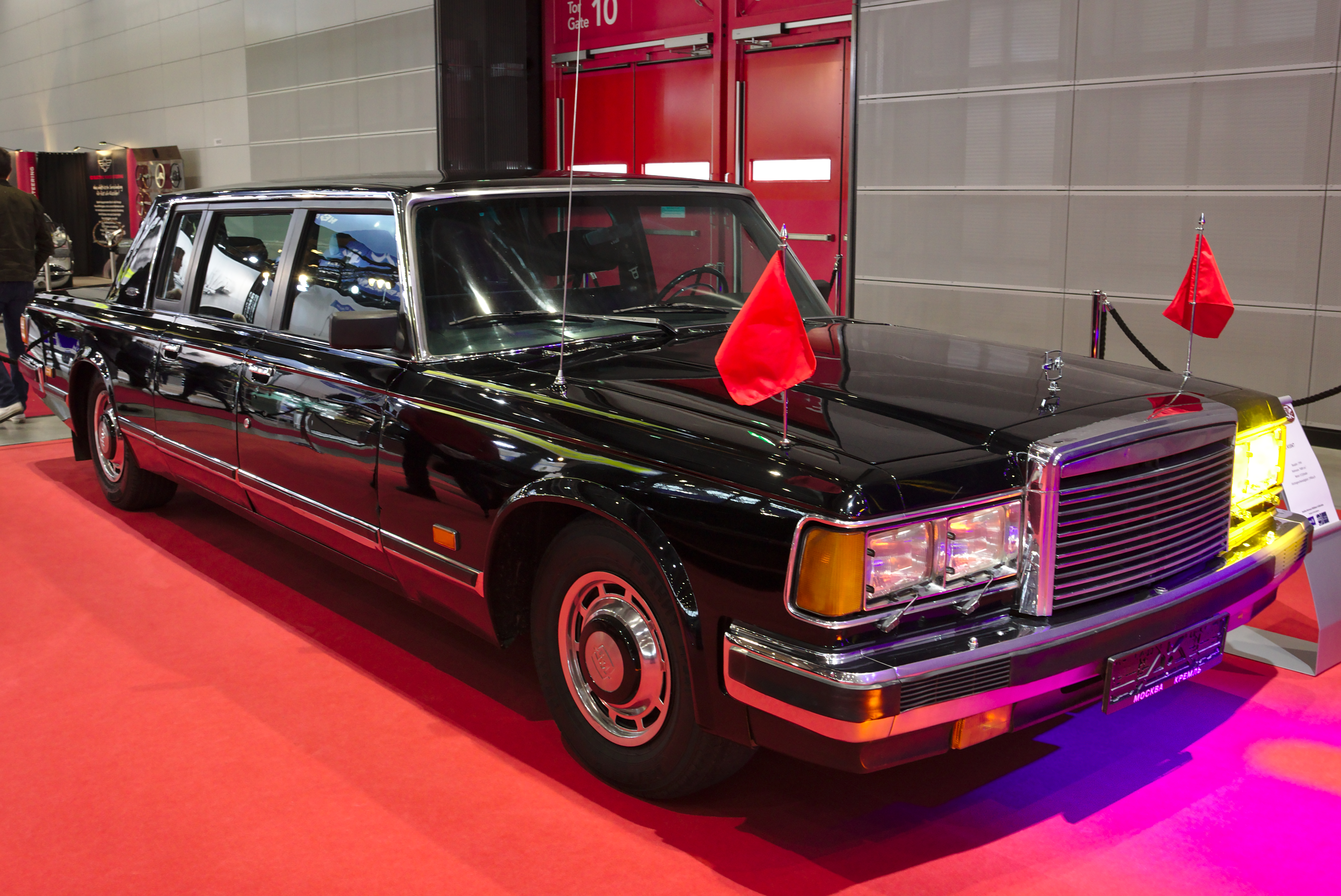
ZIL 41047
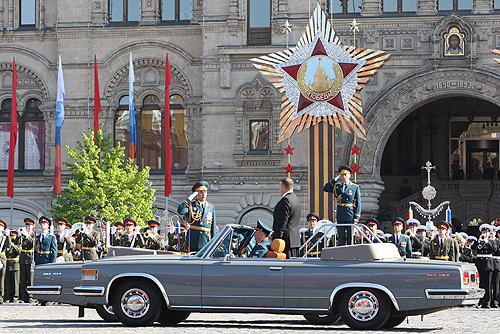
ZIL 41044

## Camions
- AMO F-15 (1924, Fiat 15 construit sous licence)
- AMO-2 (1930)
- AMO-3 (1931)
- AMO-4 (1932)
- AMO-7 (1932)
- ZIS-5, ZIS-6 (1934, copie de l'Autocar Dispatch SA américain)
- ZIS-10 (1934, version tracteur du ZIS-5)
- ZIS-11 (1934, extra-longue version du ZIS-5)
- ZIS-12 (1934, variante du ZIS-5)
- ZIS-13 (1936, "usine à gaz" basée sur le ZIS-11)
- ZIS-14 (1934, version longue du ZIS-5)
- ZIS-15 (Prototype, 1939)
- ZIS-21 (1939-1941, basé ZIS-5 mais fonctionne au charbon de bois)
- ZIS-22 (Semi-chenillé, 1939-1941, basé sur le ZIS-5)
- ZIS-23 (Prototype 3 axes basé sur le ZIS-15)
- ZIS-24 (4-roues-motrices, prototype basé sur le ZIS-15)
- ZIS-30 (1940, version multi-essence du ZIS-5)
- ZIS-32 (1941, version 4x4 du ZIS-5)
- ZIS-33 (1940, semi-chenillé, basé sur le ZIS-5)
- ZIS-41 (1940, version simplifiée du ZIS-21)
- ZIS-42 (1942-1944, semi-chenillé, basé sur le ZIS-5)
- ZIS-120 (1956, version tracteur du ZIS-150)
- ZIS-121 (Version tracteur du ZIS-151)
- ZIS-128 (Prototype, 1954)
- ZIS-150 (1947)
- ZIS-151 (1948)
- ZIS-153 (1952, semi-chenillé, prototype, basé sur le ZIS-151)
- ZIS-156 (1947)
- ZIS-253 (Prototype)
- ZIS-585 (1947, version camion-benne du ZIS-150)
- ZIL-130 (1964)
- ZIL-131 (1967)
- ZIL-132 (Prototype "Off-Road")
- ZIL-133 (1975)
- ZIL-134 (1957, prototype off-road)
- ZIL-135 (1959)
- ZIL-136 (1957, prototype off-road)
- ZIL-137 (prototype off-road, version tracteur)
- ZIL-157 (1958)
- ZIL-157R (1957, prototype off-road basé sur le ZIL-157)
- ZIL-164 (1957)
- ZIL-164N (1957, version tracteur du ZIL-164)
- ZIL-165 (1957, prototype)
- ZIL-170 (1969, prototype pour KAMAZ)
- ZIL-175 (1969)-prototype for KAMAZ)
- ZIL-485 (Véhicule amphibie basé sur le ZIS-151)
- ZIL-553 (Version "camion-toupie" du ZIL-164)
- ZIL-3906
- ZIL-4327 (2004)
- ZIL-4331
- ZIL-4334 (2004)
- ZIL-5301 (1992)
- ZIL-6404 (1996)
- ZIL-6309 (1999)
- ZIL-6409 (1999)
- ZIL-432720
- ZIL-432930 (2003)
- ZIL-433180 (2003)
- ZIL-436200 (2009)

## Autobus
- AMO F-15 1925
- AKZ-1 (1947-1948, base = camion ZIS-150)
- AMO-4 (1932-1934, base = AMO-3)

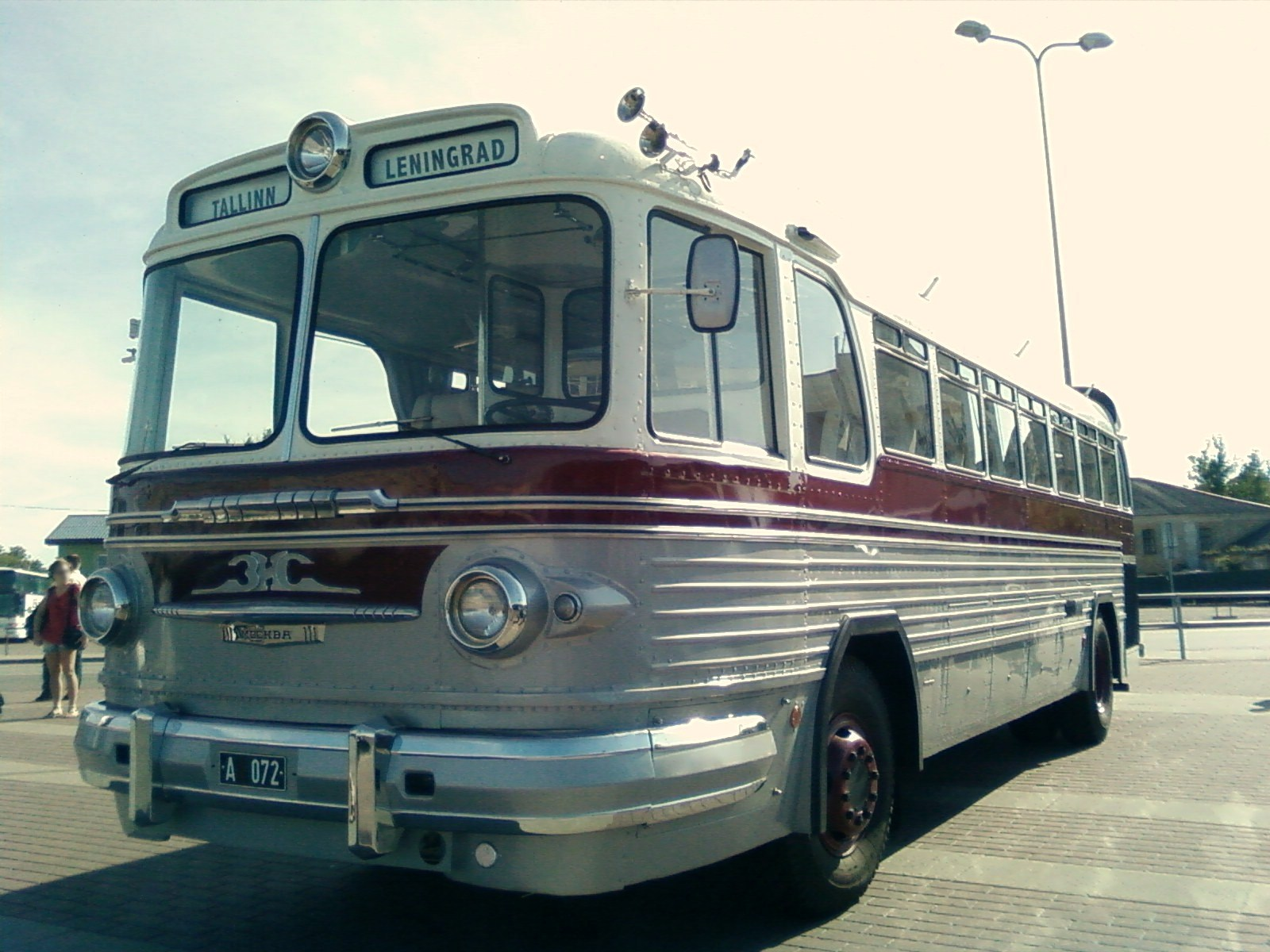
Bus interurbain ZIS-127

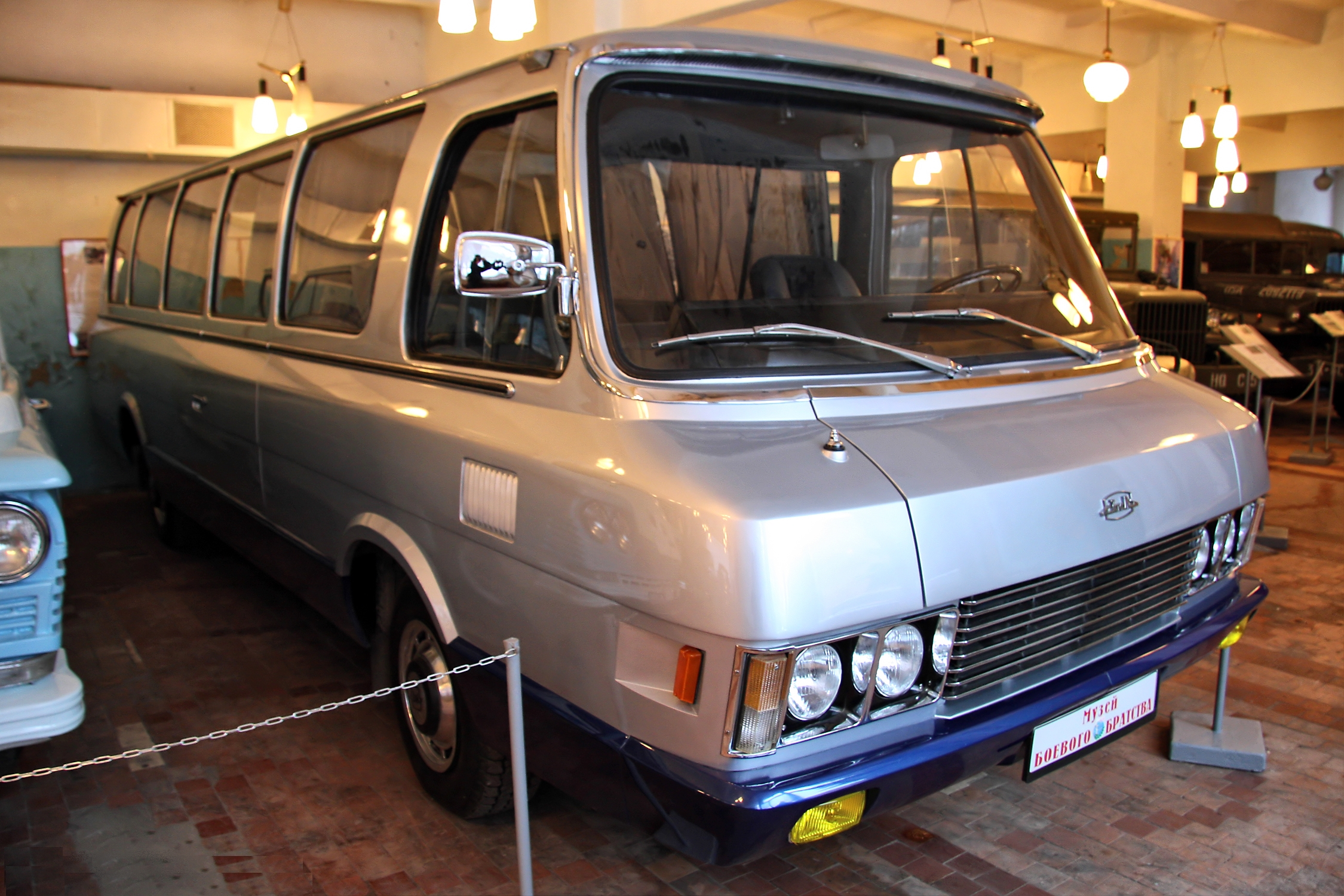
ZIL-119

- ZIS-lux (prototype, base = ZIS-6, 1934)
- ZIS-8 (1934-1938, base = ZIS-11)
- ZIS-16 (1938-1942, base = ZIS-5)
- ZIS-17 (prototype, base = ZIS-15, 1939)
- ZIS-44 (base = ZIS-5)
- ZIS-127 (1955-1961)
- ZIL-129 (version courte du ZIS-127)
- ZIS-154 (1946–1950)
- ZIS-155 (1949–1957)
- ZIL-118 "Yunost" (1967, base = ZIL-111)
- ZIL-119 (1971-1994, base = ZIL-118; aussi appelé ZIL-118K)
- ZIL-158 (1957-1959, base = ZIL-164)
- ZIL-159 (1959, prototype pour LiAZ)
- ZIL-3207 (1991-1999, base = ZIL-41047)
- ZIL-3250 (1998-présent, base = ZIL-5301)

### Galerie
- ZIL 130
- ZIL 131
- ZIL 130
- ZIL 133
- ZIL 157
- ZIL 164
- ZIL-534340
- ZIL Tapir

## Véhicule tout terrain

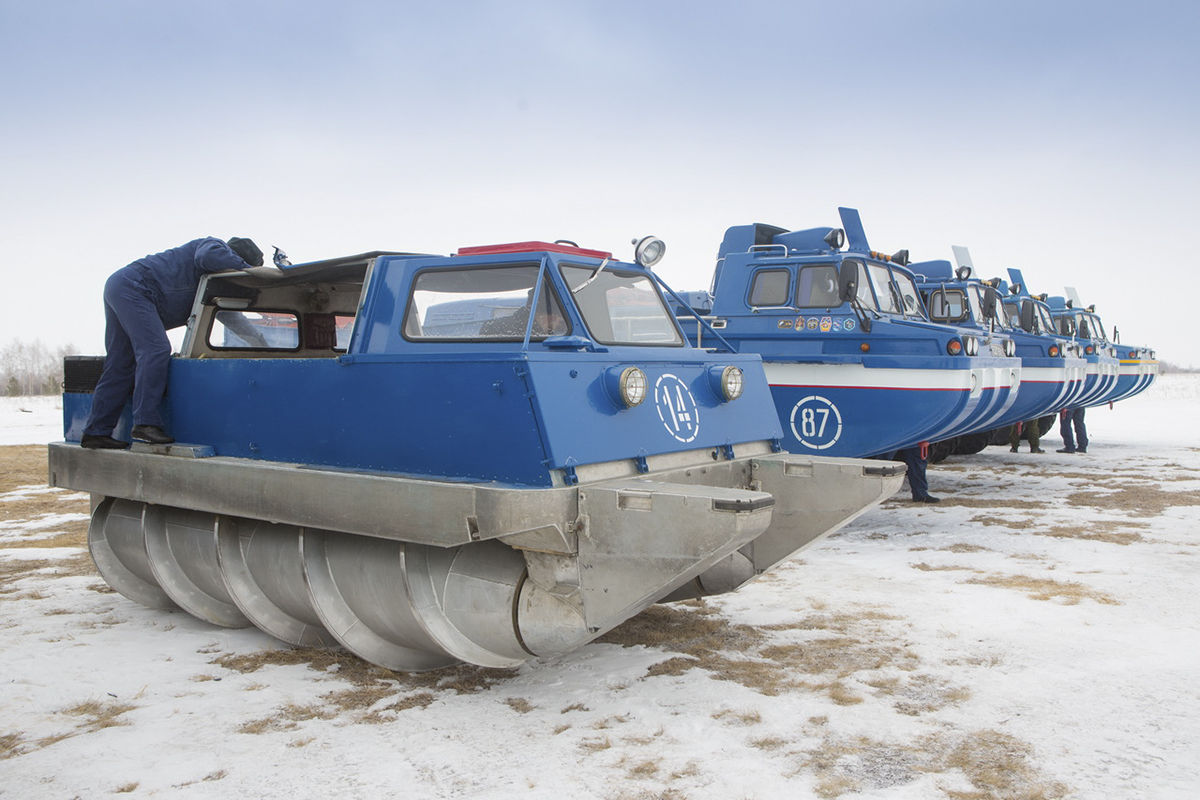
ZIL-29061, en arrière-plan le ZIL-4906

- ZIL-2906, tout-terrain amphibie, véhicule à propulsion par vis sans fin, sans roues mais avec une vis sans fin, spécialement conçu pour les marécages.
- ZIL-4906, véhicule porteur du ZIL-2906, tout-terrain amphibie.

### Sources
Voitures des pays de l'Est, Bernard Vermeylen, E.T.A.I